# Пирасикаба
Пирасикаба (порт. Piracicaba) — город и муниципалитет в Бразилии, входит в штат Сан-Паулу. Составная часть мезорегиона Пирасикаба. Входит в экономико-статистический микрорегион Пирасикаба и городскую агломерацию Пирасикаба. Население составляет 358 108 человек на 2007 год и 388 412 человек на 2014 год. Занимает площадь 1 369,511 км². Плотность населения — 283,6 чел./км².
Праздник города — 1 августа.

## История
Город основан в 1767 году, на берегу одноимённой реки до сих пор стоит домик первого поселенца. Существует версия, что название города сложилось от фразы «место, где остановилась рыбка», поскольку в центральной части города на реке множество порогов, которые пытаются пересечь взлетающие над водой рыбёшки.

## Статистика
- Валовой внутренний продукт на 2005 составляет 5.761.763 mil реалов (данные: Бразильский институт географии и статистики).
- Валовой внутренний продукт на душу населения на 2005 составляет 15.971,00 реалов (данные: Бразильский институт географии и статистики).
- Индекс развития человеческого потенциала на 2000 составляет 0,836 (данные: Программа развития ООН).

## География
Климат местности: горный тропический. В соответствии с классификацией Кёппена, климат относится к категории Cwa.

## Галерея

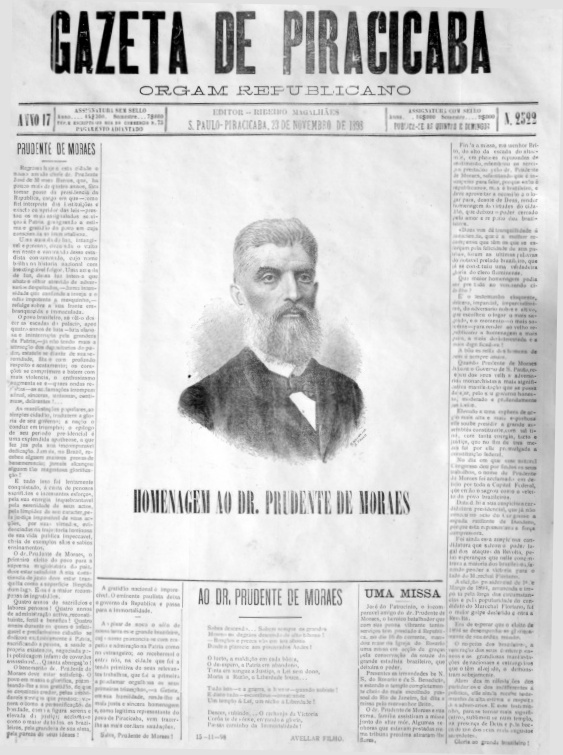
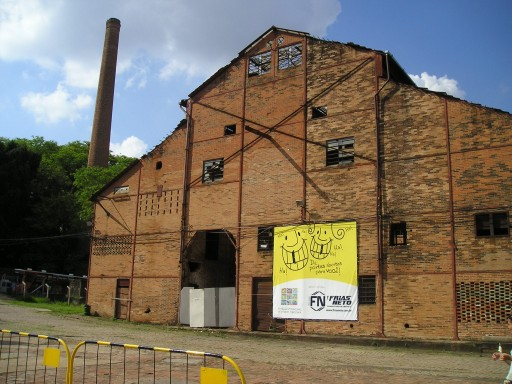
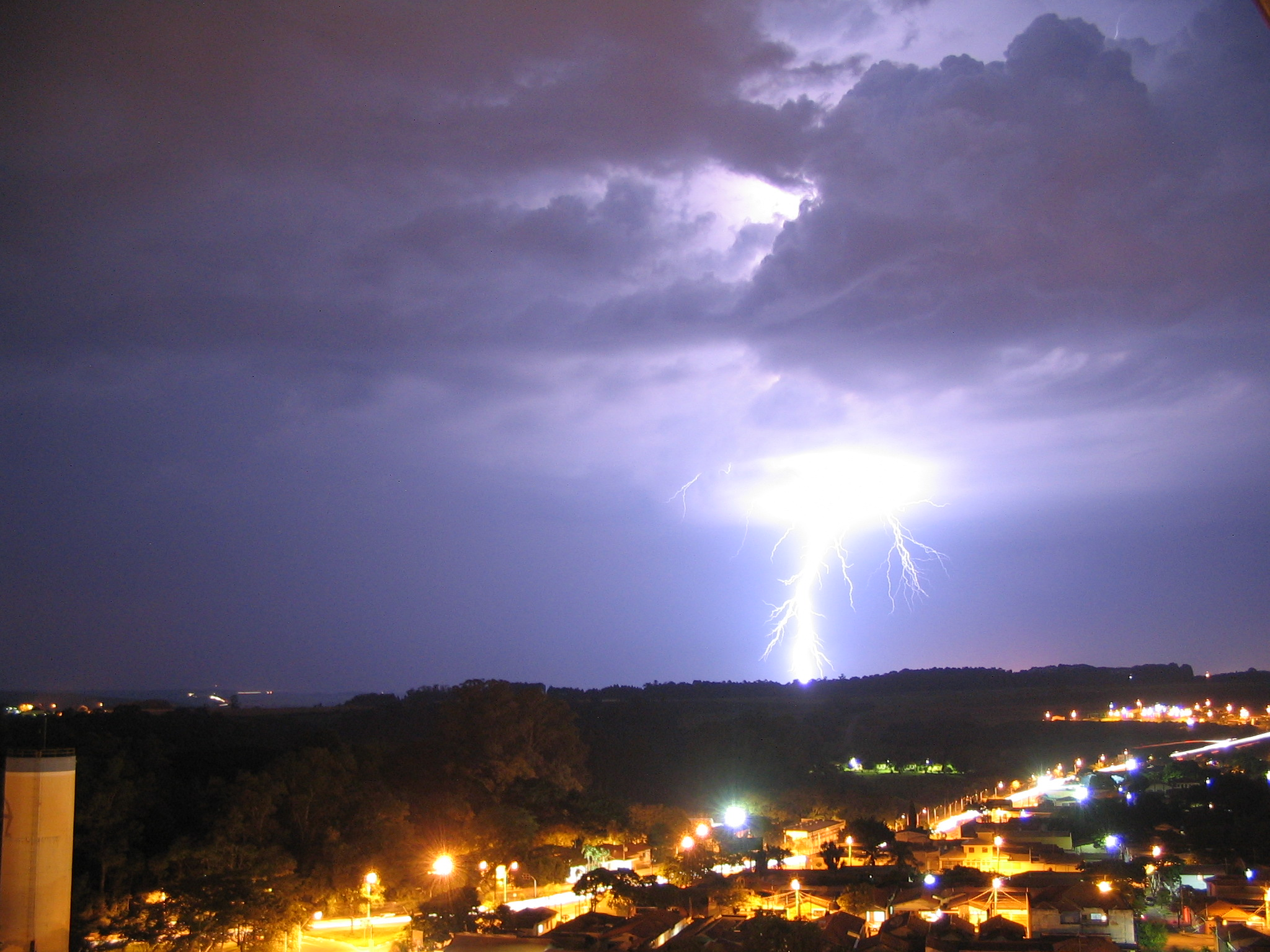
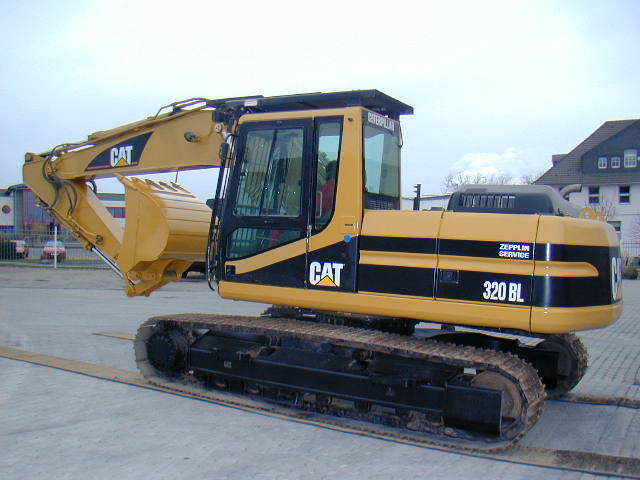